# Rehoboth-Land
Rehoboth-Land ist ein Wahlkreis in der Region Hardap im Zentrum Namibias. Der Wahlkreis bildet das Umland der Stadt Rehoboth und grenzt im Süden an den Wahlkreis Gibeon. Der Wahlkreis ist 12.057 Quadratkilometer groß und hat fst 9500 Einwohner (Stand 2023).
Im Kreis liegen unter anderem der Gamsberg, der Koedoeberg und der Tsebrisberg sowie die Dörfer Kalkrand, Kobos und Uhlenhorst. 

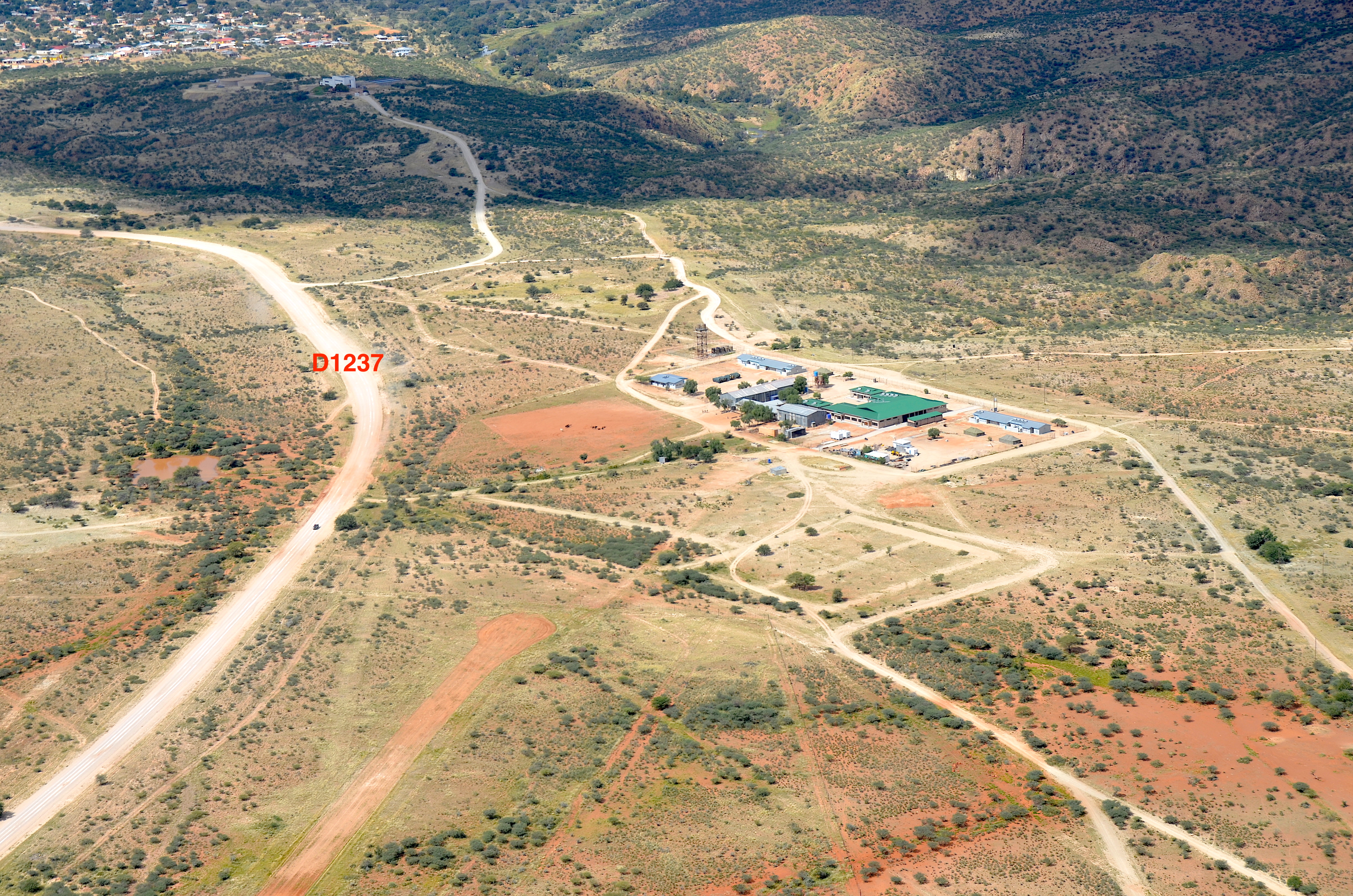
Landschaft in Rehoboth-Land

## Wahlen
| Wahl | Name              | Partei | Stimmenanteil |
| ---- | ----------------- | ------ | ------------- |
| 1992 |                   |        |               |
| 1998 | Samuel Cloete     | DTA    | 68,6 %        |
| 2004 | Trougott Claassen | SWAPO  | 46,7 %        |
| 2010 | Riaan McNab       | SWAPO  | 57,8 %        |
| 2015 | Riaan McNab       | SWAPO  | 60,3 %        |
| 2020 | Gershon Dausab    | LPM    | 45,1 %        |